# フーゴ・オステルマン

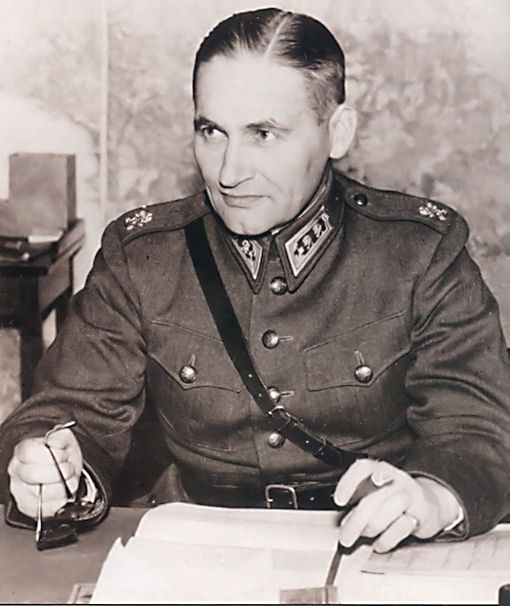
フーゴ・オステルマン

フーゴ・オステルマン（Hugo Österman, 1892年9月5日 - 1975年2月17日）は、フィンランドの軍人。中将。

## 経歴
ヘルシンキに生まれる。フィンランド・スウェーデンの貴族出身。ヘルシンキ大学で歴史を学ぶ。1915年、ドイツに渡り、主としてフィンランド人から成る第27プロシア猟兵大隊に入隊した。
1918年、フィンランドに帰国し、カール・グスタフ・エミール・マンネルヘイム将軍の元で、第5猟兵大隊長として赤軍と戦う。1919年～1925年、ポリー連隊長。1925年から第3師団長。1928年、スウェーデンの軍事アカデミーを卒業。1928年～1933年、歩兵総監、1930年～1931年、国防第一次官、1931年～1932年、ウーシマー県知事を兼任。1933年1月16日、フィンランド軍総司令官に任命。フィンランドの軍部と政界で大きな権威を有したが、マンネルハイム将軍とは敵対関係になった。1930年代末、ドイツを訪問し、アドルフ・ヒトラーと会見した。
冬戦争勃発と共に、1939年11月29日、総司令官から解任され、翌30日、「カレリア地峡」軍司令官に任命された。第2軍団（ハロルド・オーキュスト）と第3軍団（エリック・ハインリッヒス）の約1万3千人がオステルマンの指揮下に入り、フィン湾からラドガまでの65kmに渡る戦線の防衛が委任された。フィンランド軍は良く防衛し、ソ連軍は大損害を被り12月22日までに完全に崩壊した。12月23日、オステルマンは攻勢に転移したが、新規投入されたソ連第13軍とぶつかり、後退せざるを得なかった。1940年2月1日、ソ連第7軍と第13軍は、第2軍団陣地を攻撃したが、30時間の戦闘後に後退した。2月6日、ソ連の新規攻勢が始まり、2月10日、オステルマンは第2防衛線への後退の決定を受け入れざるを得なかった。2月18日、「健康の悪化」を理由にハインリッヒスと司令官職を交代した。
1940年～1944年、教育総監兼操典編纂委員会議長。ドイツとの軍事協力の拡大に積極的に賛成し、1944年2月～7月、在ドイツ国防軍フィンランド軍総司令官代表を務めた。ドイツ側からは信頼され、ドイツ特務機関がフィンランドで軍事クーデターを計画した際、マンネルハイムの後釜とすら見られた。1944年、歩兵総監に再任。
1946年に退役。退役後は電気企業の役員を務めた。